# Keisha Grey
Keisha Grey, pseudonimo di Kelsey Marie Caproon (Tampa, 9 giugno 1994), è un'attrice pornografica statunitense.

## Biografia
Nata a Tampa, in Florida, con il nome di Kelsey Marie Caproon, ha origini americane, irlandesi e spagnole. Nel giorno del suo sedicesimo compleanno, ha perso la verginità con il suo fidanzato guatemalteco, che è stato il suo unico partner prima di intraprendere la sua successiva carriera nel cinema per adulti. Ha inoltre lavorato in un bar e in una pizzeria.
Il suo debutto ufficiale nel cinema per adulti è avvenuto nell'agosto 2013, all'età di 19 anni. Nel mese di dicembre dello stesso anno è entrata a far parte dell'agenzia Motley Models.  Affascinata dalla pornografia prima di dedicarsi al mezzo, i suoi attori preferiti erano Sasha Grey e James Deen.  I suoi agenti hanno suggerito il cognome "Grey" per il suo nome d'arte in quanto consapevoli del suo fascino per Sasha Grey mentre "Keisha" è il suo soprannome fin dal liceo. 
È inoltre nota per avere il seno naturale e diversi tatuaggi su entrambe le braccia, un fiore di loto sul fianco sinistro, il simbolo dello Yin e Yang dietro l'orecchio sinistro e uno sul piede sinistro e due piercing sulla narice sinistra e all'ombelico.
La sua prima scena interrazziale è stata in My First Interracial per Blacked.com.  Ha realizzato il suo primo blow bang e il suo primo threesome ragazzo/ragazzo/ragazza per lo schermo nel film Keisha, la sua prima scena anale per Big Anal Asses 3, la sua prima scena anale interrazziale è stata invece Stacked 3, mentre la sua prima gangbang e la prima scena di doppia penetrazione è in Gangbang Me 2. Tutte queste scene sono state dirette da Mason per Hard X Studios.  
Nel 2014 ha vinto il premio NightMoves "Best New Starlet (Editor's Choice)".
Nel 2016 lo studio Elegant Angel ha pubblicato il film "Keisha Grey is Tit Woman", che, basato su film simili come Buttwoman, Slutwoman e Squirtwoman, onora le attrici in base alle loro caratteristiche speciali. Gray appare in tutte e quattro le scene del film. Nello stesso anno si è classificata al 12º posto nella lista "The Dirty Dozen: Porn's Big Star" della CNBC. 
Nel 2017 ha registrato ufficialmente il suo pseudonimo “Keisha Grey” facendo lo stesso nel 2021 con i due nomi "Little Keish" e "Kelsey Caproon". 
Nel 2022, a seguito del rallentamento della propria attività a causa della pandemia da Covid-19, ha abbandonato l'industria pornografica. Due anni dopo, superata una relazione tossica e risolti alcuni problemi di dipendenza da alcool e sostanze stupefacenti, ha ripreso la carriera di attrice pornografica. 

## Premi e riconoscimenti
Nell'arco della sua carriera ha ottenuto diverse candidature a premi dell'industria pornografica. Tra quelli vinti si ricordano:
AVN Awards
- 2016 – Best Group Sex Scene per Gangbang Me 2 (2015) con Mick Blue, James Deen, Jon Jon, John Strong ed Erik Everhard
- 2017 – Best Group Sex Scene per Orgy Masters 8 (2016) con Jojo Kiss, Katrina Jade, Casey Calvert, Goldie Rush, Prince Yahshua. Lexington Steele e Rico Strong

NightMoves
- 2014 – Best New Starlet

Spank Bank Awards
- 2015  –  Best Body
- 2016  –  Bad Ass Brunette of the Year
- 2017  – Best DSL (Dick Sucking Lips)
- 2018  – Best Body Built For Sin

Spank Bank Technical Awards
- 2016  – Best Side Boob
- 2017  – Best Natural Puppy Pillows
- 2018 –  Juiciest Thang

## Filmografia parziale
- After Workout Massage (2013)
- Beautiful Teen Tits (2013)
- Best Friend Rubdown (2013)
- Caramel Candy (2013)
- CastingCouch-X: Keisha (2013)
- Devil's Night Threesome (2013)
- Double the Fun (2013)
- Fucking College Chicks At The Pool Party (2013)
- Getting That Yoga Booty (2013)
- Home From School (2013)
- Hot Day Hijinks (2013)
- How Big Is Your Dick? (2013)
- Last Day of School (2013)
- Lesbians Play Games (2013)
- Lesbians With Big Butts (2013)
- Massage Orgy (2013)
- My Big Bad Boyfriend (2013)
- Perfect Temperature (2013)
- Thank You Sister, May I Have Another (2013)
- Thanks For The Ride (2013)
- Too Hot To Handle (IV) (2013)
- Too Hot to Handle (VI) (2013)
- Trick or Treat (2013)
- Workout Fuck Buddies (2013)